# Гальвор Меґстер
Гальвор Меґстер (норв. Halvor Møgster, 21 грудня 1875 — 22 лютого 1950) — норвезький яхтсмен.
Олімпійський чемпіон 1920 року в класі 12 метрів (за правилами 1907 року).